# Conus mindanus bermudensis
Conus mindanus bermudensis is een ondersoort van de zeeslakkensoort Conus mindanus, uit het geslacht Conus. De slak behoort tot de familie Conidae. Conus mindanus bermudensis werd in 1942 beschreven door Clench. Net zoals alle soorten binnen het geslacht Conus zijn deze slakken roofzuchtig en giftig. Zij bezitten een harpoenachtige structuur waarmee ze hun prooi kunnen steken en verlammen.